# 丽江鳞毛蕨
丽江鳞毛蕨（学名：Dryopteris montigena），为鳞毛蕨科鳞毛蕨属下的一个植物种。